# Liam Broady
Liam Broady, né le 4 janvier 1994 à Stockport, est un joueur de tennis britannique, professionnel depuis 2014.
Il est le frère cadet de la joueuse de tennis Naomi Broady.

## Biographie
Né dans une famille modeste, il grandit à Londres et commence le tennis à l'âge de 6 ans. Doué pour ce sport, il monte très vite dans les classements. Durant toute son enfance, sa famille déménage fréquemment, ce qui lui fera perdre de vue ses objectifs en tant que tennisman. À l'âge de 16 ans, il subit un grave incident de vélo, il en ressort avec plusieurs vertèbres brisées et une fracture au bassin. Il interrompt sa carrière de tennisman pendant 1 an.
Par la suite, il reprit progressivement ses marques sur les courts, jusqu'à atteindre le classement mondial.

## Carrière
Il s'est surtout illustré sur le circuit junior en remportant plusieurs tournois internationaux. Dans les tournois du Grand Chelem, il compte deux titres en double, à Wimbledon en 2010 (avec Tom Farquharson) et à Melbourne en 2012 (avec Joshua Ward-Hibbert), ainsi que deux finales en simple, à Wimbledon en 2011 (contre Luke Saville) et à l'US Open en 2012 (contre Filip Peliwo). Il compte également à son palmarès deux titres en double au Trophée Bonfiglio, un à l'Orange Bowl ainsi que le tournoi de Roehampton en simple en 2011. Son meilleur classement chez les juniors est une deuxième place.
Sur le circuit professionnel, après plusieurs succès dans des tournois Future, il se tourne vers les tournois Challenger fin 2014 et atteint sa première finale à Charlottesville.
Il envisage de finir sa carrière dès 2017 pour devenir entraineur de tennis à l'académie de tennis de Sutton, en Angleterre. Il y rejoindrait sa petite amie, Cassie, qui entraine déjà dans cette académie.

## Parcours dans les tournois duGrand Chelem

### En simple
| Année | Open d'Australie | Open d'Australie | Internationaux de France | Internationaux de France | Wimbledon       | Wimbledon            | US Open | US Open |
| ----- | ---------------- | ---------------- | ------------------------ | ------------------------ | --------------- | -------------------- | ------- | ------- |
| 2015  | —                | —                | —                        | —                        | 2e tour (1/32)  | David Goffin         | —       | —       |
| 2016  | —                | —                | —                        | —                        | 1er tour (1/64) | Andy Murray          | —       | —       |
|       |                  |                  |                          |                          |                 |                      |         |         |
| 2018  | —                | —                | —                        | —                        | 1er tour (1/64) | Milos Raonic         | —       | —       |
|       |                  |                  |                          |                          |                 |                      |         |         |
| 2020  | —                | —                | 1er tour (1/64)          | Jiří Veselý              | Annulé          | Annulé               | —       | —       |
| 2021  | —                | —                | —                        | —                        | 2e tour (1/32)  | D. Schwartzman       | —       | —       |
| 2022  | 1er tour (1/64)  | Nick Kyrgios     | —                        | —                        | 3e tour (1/16)  | Alex de Minaur       | —       | —       |
| 2023  | —                | —                | —                        | —                        | 3e tour (1/16)  | Denis Shapovalov     | —       | —       |
| 2024  | —                | —                | —                        | —                        | 1er tour (1/64) | B. van de Zandschulp |         |         |

N.B. : à droite du résultat se trouve le nom de l'ultime adversaire.

### En double
| Année | Open d'Australie | Open d'Australie | Internationaux de France | Internationaux de France | Wimbledon                     | Wimbledon                       | US Open | US Open |
| ----- | ---------------- | ---------------- | ------------------------ | ------------------------ | ----------------------------- | ------------------------------- | ------- | ------- |
| 2012  | —                | —                | —                        | —                        | 1er tour (1/32) O. Golding    | S. González C. Kas              | —       | —       |
|       |                  |                  |                          |                          |                               |                                 |         |         |
| 2015  | —                | —                | —                        | —                        | 1er tour (1/32) L. Bambridge  | Jamie Murray John Peers         | —       | —       |
|       |                  |                  |                          |                          |                               |                                 |         |         |
| 2018  | —                | —                | —                        | —                        | 2e tour (1/16) Scott Clayton  | M. González Nicolás Jarry       | —       | —       |
| 2019  | —                | —                | —                        | —                        | 1er tour (1/32) Scott Clayton | Nicolas Mahut É. Roger-Vasselin | —       | —       |
|       |                  |                  |                          |                          |                               |                                 |         |         |
| 2021  | —                | —                | —                        | —                        | 1er tour (1/32) Ryan Peniston | Ken Skupski Neal Skupski        | —       | —       |
| 2022  | —                | —                | —                        | —                        | 1er tour (1/32) Jay Clarke    | Rafael Matos D. Vega Hernández  | —       | —       |
| 2023  | —                | —                | —                        | —                        | 1er tour (1/32) J. O'Mara     | F. Cabral R. Matos              | —       | —       |
| 2024  | —                | —                | —                        | —                        | 1er tour (1/32) B. Harris     | C. Eubanks Evan King            |         |         |

N.B. : le nom du partenaire se trouve sous le résultat ; le nom des ultimes adversaires se trouve à droite.

### En double mixte
| Année | Open d'Australie | Open d'Australie | Internationaux de France | Internationaux de France | Wimbledon                    | Wimbledon                    | US Open | US Open |
| ----- | ---------------- | ---------------- | ------------------------ | ------------------------ | ---------------------------- | ---------------------------- | ------- | ------- |
| 2016  | —                | —                | —                        | —                        | 1er tour (1/32) Naomi Broady | G. Dabrowski Nicholas Monroe | —       | —       |
| 2017  | —                | —                | —                        | —                        | 2e tour (1/16) Naomi Broady  | Lucie Hradecká Roman Jebavý  | —       | —       |

N.B. : le nom de la partenaire se trouve sous le résultat ; le nom des ultimes adversaires se trouve à droite.

## Parcours dans lesMasters 1000
| Année | Indian Wells           | Miami                  | Monte-Carlo | Madrid | Rome | Canada | Cincinnati | Shanghai | Paris |
| ----- | ---------------------- | ---------------------- | ----------- | ------ | ---- | ------ | ---------- | -------- | ----- |
| 2018  | —                      | 2e tour F. Krajinović  | —           | —      | —    | —      | —          | —        | —     |
|       |                        |                        |             |        |      |        |            |          |       |
| 2021  | —                      | 1er tour M. Kecmanović | —           | —      | —    | —      | —          | n.o.     | —     |
| 2022  | 1er tour M. Kecmanović | —                      | —           | —      | —    | —      | —          | n.o.     | —     |

N.B. : sous le résultat se trouve le nom de l’ultime adversaire.

## Victoires sur le top 10
Toutes ses victoires sur des joueurs classés dans le top 10 de l'ATP lors de la rencontre.
| Légende                 |
| Grand Chelem            |
| Masters                 |
| Jeux olympiques         |
| Masters 1000            |
| ATP 500                 |
| ATP 250                 |
| Coupe Davis / Laver Cup |

| # | L.B.   | Tournoi   | Année | Surface | Adversaire  | Rang | Tour | Score                   |
| - | ------ | --------- | ----- | ------- | ----------- | ---- | ---- | ----------------------- |
| 1 | no 142 | Wimbledon | 2023  | Gazon   | Casper Ruud | no 4 | 1/32 | 6-4, 3-6, 4-6, 6-3, 6-0 |

## Classements ATP en fin de saison
| Année          | 2009 | 2010 | 2011 | 2012 | 2013 | 2014 | 2015 | 2016 | 2017 | 2018 | 2019 | 2020 | 2021 | 2022 | 2023 |
| Rang en simple | 1600 | 1102 | 667  | 877  | 539  | 189  | 301  | 306  | 171  | 316  | 241  | 188  | 128  | 165  | 108  |
| Rang en double | –    | 1166 | 809  | 907  | 454  | 284  | 366  | 305  | 802  | 233  | 380  | 319  | 243  | 1070 | 237  |

Source : (en) Classements de Liam Broady sur le site officiel de la Fédération internationale de tennis